# Вецсауле
Вецсауле (латыш. Vecsaule) — населённый пункт в Бауском крае Латвии. Административный центр Вецсаульской волости. Находится на региональной автодороге P87 (Бауска — Айзкраукле). Расстояние до города Бауска составляет около 11 км. По данным на 2015 год, в населённом пункте проживало 375 человек.

## История
Во времена Российской империи в селе находилась усадьба Вецсауле. В советское время населённый пункт был центром Вецсаульского сельсовета Бауского района. В селе располагался колхоз «Вецсауле».